# Miguel Loayza
Miguel Angel Loayza Ríos (Lima, 21 giugno 1940 – Buenos Aires, 19 ottobre 2017) è stato un calciatore peruviano, di ruolo centrocampista.
Era soprannominato El Maestro ("L'insegnante") in Argentina e El Mago ("il mago") in Colombia.

## Carriera

### Club
Nel 1958 inizia la carriera professionistica nei Ciclista Lima, dalla quale si separa nel 1959, per approdare in Spagna. Gioca nel stagione 1959-1960 con la maglia del Barcellona.
Nel 1961 passa al Boca Juniors con cui vince il campionato 1962.
Nel 1965 è all'Huracán, quindi nel 1966 passa al River Plate, con cui perse la finale di Coppa Libertadores contro il Peñarol (Uruguay).
Nel 1967 torna all'Huracán, dove in due stagioni segna 25 gol in 46 partite.
Nel 1969 fu acquistato per il Deportivo Cali, diventando capitano della squadra e vincendo due titoli nazionali (1969 e 1970).
Nel campionato della Copa Libertadores realizzò 18 gol in 31 partite.

### Nazionale
Con la Nazionale peruviana prese parte della Copa América 1959. In quel torneo Loayza segnò 5 gol in 6 partite e guadagnò un posto nella squadra ideale della Copa.
Nel 18 maggio di 1959 partecipa in un incontro amichevole tra la Nazionale peruviana e Nazionale dell'Inghilterra, contribuendo al 4-1 finale.
Nell'agosto dello stesso anno emigra dal Perù e da allora non vestirà più la maglia della nazionale.

## Palmarès

### Club

#### Competizioni nazionali
- Campionato spagnolo: 1

FC Barcelona: 1959-1960
- Campionato argentino: 1

Boca Juniors: 1962
- Campionato colombiano: 2

Deportivo Cali: 1969, 1970

#### Competizioni internazionali
- Coppa delle Fiere: 1

Barcellona: 1960